# Gorodzisko
Gorodzisko – wieś w Polsce położona w województwie podlaskim, w powiecie hajnowskim, w gminie Narew. 
Nazwa prawdopodobnie określa resztki osady, twierdzy, umocnień obronnych. Według podań ludowych grodzisko oznacza „miejsce, gdzie kiedyś był gród”.
Pierwotnie miejscowość nazywała się Horodzisko. Tę historyczną nazwę zniesiono i zastąpiono sztuczną i obcą kulturowo nazwą Gorodzisko. Próba przywrócenia poprawnej historycznie nazwy spotkała się w 2009 roku z protestami społecznymi, w związku z czym od niej odstąpiono.
Wieś w 2011 roku zamieszkiwało 86 osób.

## Historia
Miejscowość powstała w końcu XVIII wieku, zasiedlona została przez ludność z sąsiednich wsi Trywieża i Kamień. Około 1780 roku były tu 2 dymy karczemne i 7 dymów chłopskich. Wieś zawsze była niewielka, w 1811 roku liczyła 13 domów, na początku XX wieku było tu 17 domów.
W okresie międzywojennym ludność utrzymywała się z rolnictwa oraz prac leśnych. Wydajność z upraw była niska, doskwierał brak pracy. Kilku mieszkańców wsi działało w Komunistycznym Związku Młodzieży Zachodniej Białorusi. W 1945 roku ośmiu gospodarzy wyjechało do Białoruskiej SRR na skutek namów ze strony sowieckich agitatorów. W 1958 roku wieś była gęsto zaludniona, na 100 hektarów przypadało 117 osób.
W 1966 roku wieś została zelektryfikowana.
W latach 1975–1998 miejscowość administracyjnie należała do województwa białostockiego.
W 1847 roku we wsi było 17 domów, w 1855 – 11 domów, w 1950 roku było 40 domów, w których mieszkało 179 ludzi.

## Religia
Mieszkańcy wsi wyznania prawosławnego należą do parafii w Łosince. Według stanu parafii z 31 grudnia 2007 roku, 71 parafian pochodziło z Gorodziska, a wierni kościoła rzymskokatolickiego do parafii Wniebowzięcia Najświętszej Maryi Panny i św. Stanisława Biskupa i Męczennika w Narwi.